# V-Tetris
 (octobre 2019).
Si vous disposez d'ouvrages ou d'articles de référence ou si vous connaissez des sites web de qualité traitant du thème abordé ici, merci de compléter l'article en donnant les références utiles à sa vérifiabilité et en les liant à la section « Notes et références ».
V-Tetris est un jeu vidéo de puzzle sorti en 1995 sur Virtual Boy. Le jeu a été développé et édité par Bullet-Proof Software. Contrairement à 3D Tetris, le jeu reste similaire au Tetris original hormis un mode de jeu où les pièces doivent être placées dans un puzzle cylindrique en 3D.

## Système de jeu
V-Tetris est similaire aux précédents jeux Tetris. Il dispose de trois modes de jeux, le Type-A où le joueur doit remplir les espaces vides avec des pièces de formes différentes, le Type-B où le joueur doit remplir un nombre de lignes prédéterminé pour passer au niveau suivant, et enfin le Type-C, spécifique au jeu, où le joueur doit remplir un maximum de ligne tout en jouant avec un puzzle cylindrique en 3D.

## Développement
Le jeu fut pensé, pour Bullet-Proof Software, comme étant une possibilité pour le Virtual Boy d'attirer une audience plus large. L'idée était de moderniser Tetris, un jeu familial, en adoptant la 3D pour moderniser son gameplay. Annoncé en mai 1995 durant l'E3 1995, il avait pour objectif d'être un titre de lancement pour le câble Link, périphérique prévu pour le Virtual Boy mais qui ne verra jamais le jour à cause de la faible durée de vie de la console. Sorti officiellement en août 1995, uniquement au Japon, il sera pourtant distribué dans certains magasins américains en 1996.

## Accueil
Dès sa sortie, les critiques furent mitigées, notamment concernant l'ajout du mode Type-C. Nintendojo, par exemple, estimait que le Type-C ne tirait pas pleinement parti des possibilités offertes par la console. Plusieurs critiques mettaient en avant que la 3D n'était pas pleinement utilisée dans le gameplay et qu'elle se ressentait surtout sur les éléments de décor. Cependant, le Type-C trouve grâce aux yeux de certains critiques, comme ce fut le cas pour Nintendo Life.